# Gallardo (razza)

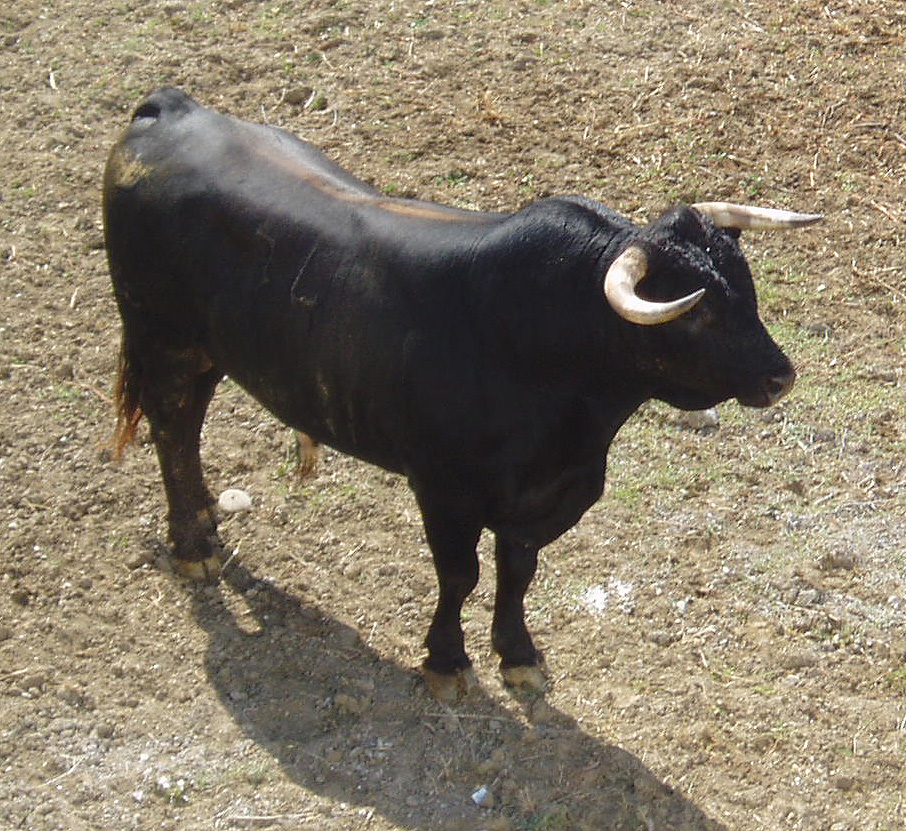
Un toro Miura

La Gallardo (pronunciato gaijàrdo, con il significato italiano di "gagliardo") è una delle principali razze di tori da combattimento create in Spagna.
La Gallardo deriva direttamente dalla Cabrera una delle cinque razze fondamentali dei tori da combattimento spagnoli, formatasi nel XVII secolo attraverso gli allevamenti dei frati Certosini e Domenicani che ricevevano numerosi vitelli dagli allevatori della regione andalusa, quale pagamento delle decime.
Data l'impossibilità di alloggiare e nutrire le migliaia di vitelli recapitati annualmente ai conventi, gli animali in eccesso venivano ceduti per la macellazione o ad allevatori, attraverso commercianti fidati.
Uno di questi, Marcelino Bernaldo de Quirós y Gallé, particolarmente esperto e con buoni rapporti con il convento domenicano di San Jacinto a Siviglia, dal 1762 iniziò a trattenere nella sua fattoria gli esemplari più robusti di razza Cabrera, selezionando quelli dal carattere particolarmente irascibile.
L'azienda di Bernaldo venne acquistata dai fratelli Gallardo, il cui primogenito Francisco ebbe l'idea di incrociare i Cabrera con tori altrettanto bellicosi, provenienti dalla Navarra, dando così vita alla razza Gallardo, anche detta Cabrera Gallardo.
Nel 1840, il grande allevamento fu acquisito dalla società "Alvareda y Echeverrigaray" che frazionò in tre parti e vendette. Una di queste parti, composta da 200 vacche e 198 tori, nel 1849 venne alienata a Juan Miura Rodríguez, già proprietario di un cospicuo allevamento. Dall'ulteriore selezione nacque la razza Miura.